# 堤清
堤 清（つつみ きよし、1913年（大正2年） - 没年不明）は日本の実業家。父は実業家・政治家の堤康次郎。

## 経歴
1913年、当時早稲田大学の学生であった堤康次郎（後の西武グループ創業者）の長男として生まれる。母は、当時康次郎が経営していた日本橋蛎殻町の三等郵便局に勤務していた事務員・岩崎ソノで、康次郎とソノは未入籍であった。
父・康次郎は清を自らの後継者として育てようとしていたが、清は東京帝国大学卒業後に母・ソノの不用意な発言を理由に、廃嫡とされる。廃嫡後、近江鉄道の社長に就任するも一族のもとから去り、その後の経歴については不明な点が多い。

## 脚註